# هاري هارفي (عسكري)
هاري هارفي (بالإنجليزية: Harry Harvey)‏ هو عسكري أمريكي، ولد في 16 فبراير 1873 في نيويورك في الولايات المتحدة، وتوفي في 5 أبريل 1928.